# Vulturești (Vaslui)
Pour les articles homonymes, voir Vulturești.
Vulturești est une commune roumaine située dans le județ de Vaslui.